# Psychoda dennesi
Psychoda dennesi är en tvåvingeart som beskrevs av Satchell 1953. Psychoda dennesi ingår i släktet Psychoda och familjen fjärilsmyggor. Inga underarter finns listade i Catalogue of Life.